# Hedendorf

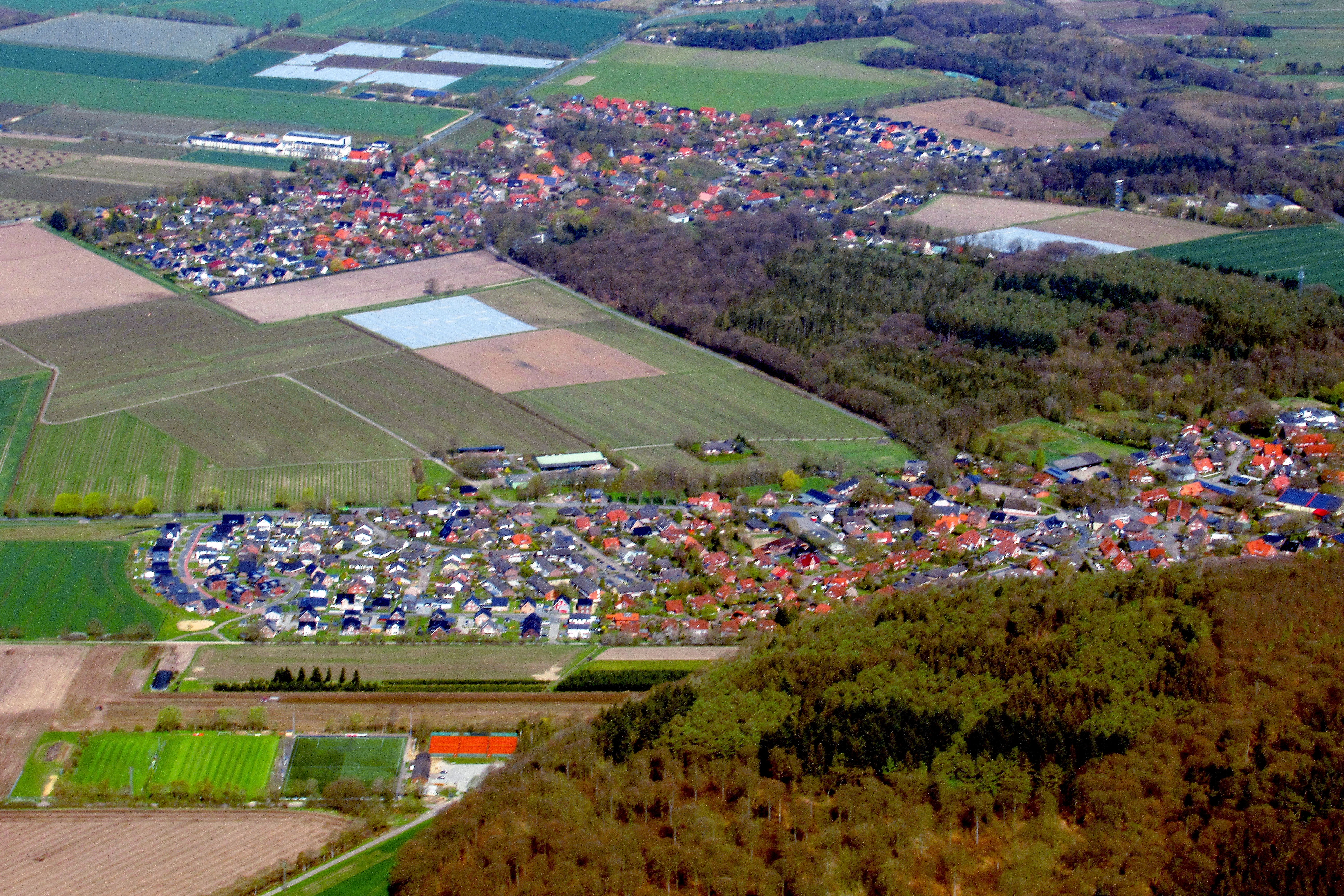
Hedendorf

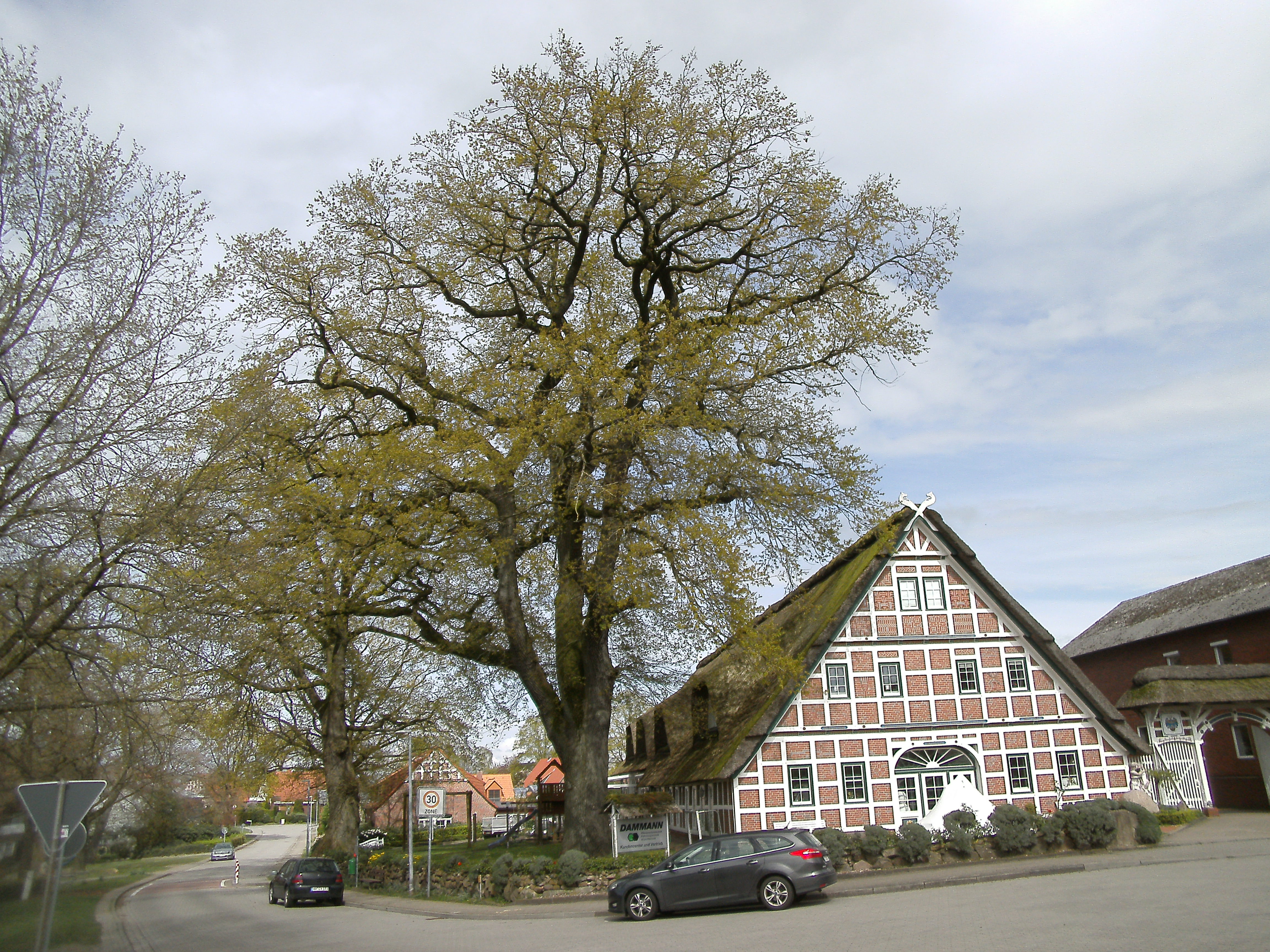
Hedendorf, Dorfstr. 17: die Eiche ist ein Naturdenkmal.

Hedendorf (plattdeutsch Heendörp) ist eine Ortschaft innerhalb der Stadt Buxtehude im niedersächsischen Landkreis Stade.

## Geografie
Der Ort liegt westlich der Kernstadt Buxtehude und westlich der Buxtehuder Ortschaft Neukloster an der B 73.
Östlich von Hedendorf liegt der Neukloster Forst.

## Geschichte
1303 wird Hedendorf unter dem Namen „Hedendorpe“ in einer Urkunde des Alten Klosters erstmals erwähnt.
1335 werden in einem Güterverzeichnis des Neuen Klosters sechs Vollhöfe aufgeführt, von denen zunächst vier, später alle dem Neuen Kloster gehören. Auch übt das Kloster bis zu seiner Auflösung im Jahr 1647 die niedere Gerichtsbarkeit in Hedendorf aus. 1775 lösen sich die Hedendorfer aus dem Kirchspiel Apensen und werden nach Neukloster umgepfarrt. Bis 1852 gehört Hedendorf aber noch zum Patrimonialgericht Delm mit Sitz in Apensen.
Zum 1. Juli 1972 wurde Hedendorf als Ortschaft in die Hansestadt Buxtehude eingegliedert, hat jedoch noch heute die Horneburger Ortsvorwahl (04163).
In Hedendorf wird im Rahmen der niedersächsischen Kommunalwahlen alle fünf Jahre ein Ortsrat mit je elf Mitgliedern von den Wahlberechtigten der Ortschaft gewählt. Der Ortsrat ist berufen, die Belange der Ortschaft zu wahren und auf ihre gute Entwicklung innerhalb der Hansestadt Buxtehude hinzuwirken. Dem Ortsrat Hedendorf stehen für die Erfüllung seiner Aufgaben besondere Haushaltsmittel zur Verfügung. Die Ortsratsmitglieder wählen aus ihrer Mitte eine Ortsbürgermeisterin bzw. einen Ortsbürgermeister. Ortsbürgermeisterin ist seit dem 1. November 2016 Birgit Butter (CDU).

## Kultur und Sehenswürdigkeiten

### Sport

#### Frauenfußball
Der VSV Hedendorf/Neukloster Frauen-Mannschaft gelang im Jahre 2019 der Aufstieg in die Landesliga Lüneburg.

#### Männerfußball
Die Männermannschaft des Fußballvereins VSV Hedendorf/Neukloster spielte 2024 in der siebtklassigen Bezirksliga Lüneburg 4.

#### Jugendfußball
Seit dem Jahr 2018 teilen sich der VSV Hedendorf/Neukloster und der TSV Eintracht Immenbeck ihre Jugendarbeit unter dem Jugendförderverein Buxtehude.

## Verkehr, Wirtschaft und Bildung
Durch Hedendorf führt die befahrene B 73. Nördlich verläuft die A 26.
In Hedendorf gibt es sechs landwirtschaftliche Vollerwerbsbetriebe und einen Nebenerwerbsbetrieb sowie zwei Gartenbaubetriebe und einen Obstbaubetrieb. Mit der Herbert Damann GmbH hat sich aus einem landwirtschaftlichen Betrieb seit Mitte der 1970er Jahre ein europaweit führender Betrieb der Pflanzenschutz- und Airport-Technik entwickelt, seit 2007 mit neuer Produktionshalle an der Harsefelder Straße. Ebenfalls 2007 entstand an der B 73 ein Einkaufszentrum.
Seit 1684 hat Hedendorf eine Grundschule, seit 1969 auch einen Kindergarten.

## Belege
1. ↑  Hansestadt Buxtehude: Hedendorf. Abgerufen am 17. Januar 2021.
2. ↑  Ortsrat der Ortschaft Hedendorf. Archiviert vom Original (nicht mehr online verfügbar) am 24. Januar 2021; abgerufen am 17. Januar 2021.  Info: Der Archivlink wurde automatisch eingesetzt und noch nicht geprüft. Bitte prüfe Original- und Archivlink gemäß Anleitung und entferne dann diesen Hinweis.
3. 1 2 3  VSV Hedendorf-Neukloster. In: VereinsWiki. (fandom.com [abgerufen am 17. Januar 2021]).